# Silberbeil
Das Silberbeil  (Argyropelecus olfersii) ist ein kleiner Tiefseefisch aus der Familie der Tiefsee-Beilfische (Sternoptychidae). Die Fische leben im östlichen Atlantik von der Küste Islands bis zu den Kanarischen Inseln und sind hin und wieder auch in der nördlichen Nordsee (Norwegische Rinne) und im Skagerrak anzutreffen. Außerdem gibt es Vorkommen im Südatlantik vor der Küste Südafrikas und Namibias und im südöstlichen Pazifik vor der Küste Chiles.

## Merkmale
Der Körper des Silberbeils ist von silbriger Farbe, kurz, hochrückig und seitlich stark abgeflacht. Die Fische werden sieben bis neun Zentimeter lang. Am Bauch befinden sich sehr große Leuchtorgane, die ab einer Standardlänge von 16 bis 17 mm voll entwickelt sind. Die Augen sind aufwärts gerichtet, das Maul steht fast senkrecht. Am unteren Rand des Kiemendeckels befinden sich einige nach vorn und nach unten gerichtete Stacheln. Ein Stachel am oberen Rand des Kiemendeckels ist kurz und nach außen gerichtet. Die Mittellinie des Bauches ist durch eine konkave Einbuchtung gekennzeichnet. Vor den beiden kurzen Rückenflossen findet sich ein knöcherner Grat. Auf dem Schwanzflossenstiel sitzt eine lange, niedrige Fettflosse.

## Lebensweise
Das Silberbeil lebt mesopelagisch im offenen Meer. Tagsüber bleibt es in Tiefen von 200 bis 800 Metern und unternimmt nur kurze Vertikalwanderungen. In der Nacht steigt es bis in eine Tiefe von 100 Metern unter der Wasseroberfläche auf. Es frisst vor allem Krebstiere und kleine Fische. Larven vor der Metamorphose leben in Tiefen von 100 bis 300 Metern.